# Playa Gipy
Playa Gipy is een strand in Bandabou, Curaçao, gelegen op het noordelijkste punt van het eiland, in de buurt van de plaats Westpunt. Het is een klein, rotsachtig strand, en het water is moeilijk te bereiken. Er zijn geen voorzieningen. Het strand wordt bezocht door onechte karetschildpadden.
Baya Beach · Blauwbaai · Daaibooi · Grote Knip · Jan Thielbaai* · Kleine Knip · Kokomo Beach · Playa Cas Abao* · Playa Fòrti · Playa Gipy · Playa Jeremi · Playa Kalki · Playa Kanoa · Playa Lagun · Playa Porto Marie · Playa Santa Cruz · Santa Barbara Beach* · Seaquarium Beach*

* privéstranden